# Kenney (Illinois)
Kenney é uma vila localizada no estado americano de Illinois, no Condado de De Witt.

## Demografia
Segundo o censo americano de 2000, a sua população era de 374 habitantes.
Em 2006, foi estimada uma população de 367, um decréscimo de 7 (-1.9%).

## Geografia
De acordo com o United States Census Bureau, tem uma área de 0,8 km², dos quais 0,8 km² cobertos por terra e 0,0 km² cobertos por água. Kenney localiza-se a aproximadamente 232 m acima do nível do mar.

## Localidades na vizinhança
O diagrama seguinte representa as localidades num raio de 20 km ao redor de Kenney.